# Harrietta
Harrietta é uma vila localizada no estado americano de Michigan, no Condado de Wexford.

## Demografia
Segundo o censo americano de 2000, a sua população era de 169 habitantes.
Em 2006, foi estimada uma população de 173, um aumento de 4 (2.4%).

## Geografia
De acordo com o United States Census Bureau tem uma área de
2,4 km², dos quais 2,4 km² cobertos por terra e 0,0 km² cobertos por água. Harrietta localiza-se a aproximadamente 349 m acima do nível do mar.

## Localidades na vizinhança
O diagrama seguinte representa as localidades num raio de 28 km ao redor de Harrietta.